# Szymon Krofey

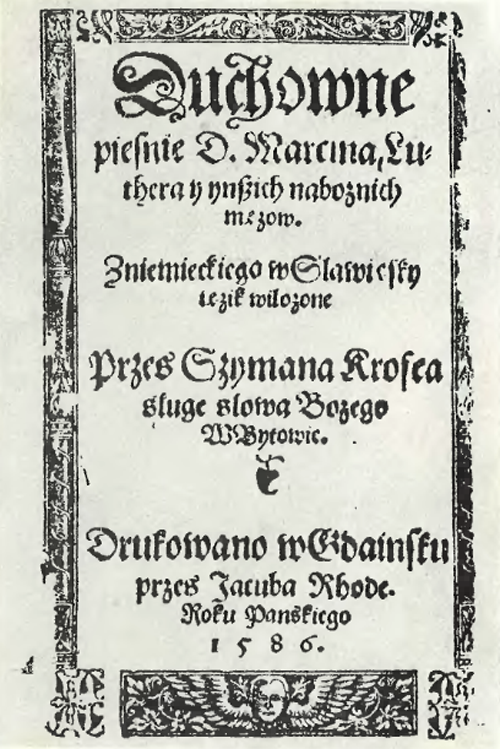
Duchowne piesnie... (1586)

Szymon Krofey (Krofej) (ur. ok. 1550 w Dąbiu k. Bytowa, zm. przed 1590) – pastor ewangelicki z Bytowa, autor najstarszych drukowanych zabytków języka kaszubskiego.

## Życiorys
Jego nazwisko pochodziło od słowa lub przezwiska krowa. W 1567 podjął studia teologiczne na uniwersytecie wittenberdzkim, po ukończeniu których osiedlił się w Bytowie, gdzie został diakonem. Przed 1569 pełnił funkcję pisarza, a od 1570 kierownika (rektora) szkoły miejskiej. W 1574 zapisał się na studia na uniwersytecie w Królewcu. W 1579 objął posadę pastora ewangelicko-augsburskiego w Bytowie. Nie później niż w 1586 przełożył na język polski i wydał Mały katechizm Marcina Lutra. W 1586 roku z pomocą książąt z dynastii Gryfitów Barnima X i Jana Fryderyka opublikował w Gdańsku tłumaczenie na słowiński kancjonału pt. Duchowne piesnie Doktora Marcina Luthera i ynszich nabożnich mężów. Z niemieckiego w sławięsky jęzik wilozone. Był także autorem Ćwiczeń katechizmowych przez pytania i odpowiedzi, zachowanych tylko w wydaniu z 1758 roku. Język Krofeya oparty był na ówczesnej polszczyźnie, przeplatanej jednak licznymi kaszubizmami leksykalnymi, fonetycznymi i morfologicznymi.
Patron ulicy na gdyńskim Grabówku oraz wejherowskim osiedlu Sucharskiego.